# Lista specialelor de televiziune Looney Tunes
Lista specialelor de televiziune Looney Tunes

## Concepte originale - 7 titluri
| Titlu                                             | Titlu român                               | An   | Avalabilitate pe LTGC (toate ca vizualizări speciale) | Notes |
| ------------------------------------------------- | ----------------------------------------- | ---- | ----------------------------------------------------- | --- |
| Daffy Duck and Porky Pig Meet the Groovie Goolies |                                           | 1972 |                                                       | Produs de Filmation, cu personajele Looney Tunes împrumutate de la Warner Bros. (altminteri un partener tăcut) |
| Carnival of the Animals                           | Carnavalul de animale a lui Bugs și Daffy | 1976 | Volume 5, Disc 4                                      | Amestec de animație și acțiune pe viu                                                                          |
| A Connecticut Rabbit in King Arthur's Court       |                                           | 1978 | Volume 6, Disc 1                                      | |
| Bugs Bunny's Looney Christmas Tales               | Poveștile de Crăciun a lui Bugs Bunny     | 1979 | Volume 5, Disc 4                                      | Trei scurt-metraje scoase din el la TV.                                                                        |
| Daffy Duck's Easter Special                       | Daffy Duck și paștele                     | 1980 | Volume 6, Disc 1                                      | Trei scurt-metraje scoase din el la TV.                                                                        |
| Bugs Bunny's Bustin' Out All Over                 | Bugs Bunny descopering totul              | 1980 | Volume 5, Disc 4                                      | Trei scurt-metraje scoase din el la TV. De asemenea valabil pe The Essential Bugs Bunny (10/12/2010)           |
| Ounce of Prevention, An                           |                                           | 1982 |                                                       | Video de conștientizare despre prevenirea focurilor în casă                                                    |

## Episoade speciale de aniversare - 2 titluri
| Titlu                                            | Titlu român                                     | An   | Note                             |
| ------------------------------------------------ | ----------------------------------------------- | ---- | -------------------------------- |
| Bugs Bunny/Looney Tunes 50th Anniversary Special | A 50-a aniversare a lui Bugs Bunny/Looney Tunes | 1986 | Cu interviuri ale celebrităților |
| Happy Birthday Bugs!: 50th Looney Years          | La mulți ani Bugs!: 50 de ani Looney            | 1990 |                                  |

## Episoade cu clipuri din alte desene
| Titlu                                           | Titlu român                                             | An   | Clipuri din | Note |
| ----------------------------------------------- | ------------------------------------------------------- | ---- | --- | --- |
| Bugs Bunny's Easter Special                     |                                                         | 1977 | * Knighty Knight Bugs * Hillbilly Hare * Bully for Bugs * Tweety's Circus * Birds Anonymous * For Scent-imental Reasons * Rabbit of Seville * Little Boy Boo * Robin Hood Daffy * Sahara Hare | Realizat pe DVD. |
| Bugs Bunny in Space                             |                                                         | 1977 | * Hare-Way to the Stars * The Hasty Hare * Mad as a Mars Hare With clips from: * Duck Dodgers in the 24½th Century * His Hare-Raising Tale | Singurul episod special fără animație nouă |
| Bugs Bunny's Howl-Oween Special                 |                                                         | 1978 | * A-Haunting We Will Go Cu clipuri din: * Broom-Stick Bunny * Hyde and Hare * Hyde and Go Tweet * A Witch's Tangled Hare * Transylvania 6-5000 * Scaredy Cat * Claws for Alarm * Bewitched Bunny | Realizat pe DVD |
| How Bugs Bunny Won the West                     | Cum a învins Bugs Bunny în Vest                         | 1978 | Cliuri din: * Bonanza Bunny * Wild and Woolly Hare * Drip-Along Daffy * Barbary Coast Bunny * 14 Carrot Rabbit * Aqua Duck | Găzduit în acțiune pe viu de Denver Pyle Inclus în The Essential Bugs Bunny DVD, released 12 octombrie 2010 in the U.S.                                                       |
| Bugs Bunny's Valentine                          | Ziua de Sfântul Valentin a lui Bugs Bunny               | 1979 | Clipuri din: * Hare Trimmed *The Grey Hounded Hare * Hare Splitter * Little Beau Pepe * The Super Snooper * Rabbit Romeo * Wild Over You * Of Rice and Hen * Devil May Hare | Realizat pe DVD sub numele de Bugs Bunny's Cupid Capers. |
| The Bugs Bunny Mother's Day Special             |                                                         | 1979 | * Stork Naked * Apes of Wrath * Bushy Hare * Goo Goo Goliath * Mother Was a Rooster * Quackodile Tears | |
| Bugs Bunny's Thanksgiving Diet                  |                                                         | 1979 | * Rabbit Every Monday * Stop! Look! And Hasten! * Guided Muscle * Beep, Beep! * Tweet Dreams * Trip For Tat * Birds Anonymous * Canned Feud * Bedevilled Rabbit | |
| Bugs Bunny Mystery Special, The                 |                                                         | 1980 | * Big House Bunny * Bugs and Thugs * Hare Lift * Operation: Rabbit * Catty Cornered | |
| Daffy Duck's Thanks-for-Giving Special          |                                                         | 1980 | * His Bitter Half * Robin Hood Daffy * Drip-Along Daffy | Conține un nou scurt-metraj Duck Dodgers. |
| Bugs Bunny: All American Hero                   |                                                         | 1981 | * Yankee Doodle Bugs * Bunker Hill Bunny * Dumb Patrol * The Rebel Without Claws * Ballot Box Bunny * Southern Fried Rabbit | |
| Bugs Bunny's Mad World of Television            | Lumea sălbatică de televiziune a lui Bugs Bunny         | 1982 | * This Is a Life? Cu clipuri din: * The Ducksters * Wideo Wabbit * What's Up, Doc? * Past Perfumance * Tree Cornered Tweety | |
| Bugs vs. Daffy: Battle of the Music Video Stars | Bugs vs. Daffy: Bătălia starurilor de videoclip muzical | 1988 | * Porky's Poppa * Porky's Poor Fish * Shake Your Powder Puff * Scrap Happy Daffy * Have You Got Any Castles? * Boobs in the Woods * The Fifth-Column Mouse * The Wearing of the Grin * Tweet Tweet Tweety * Tweety's Circus * A Scent of the Matterhorn * Hot Cross Bunny * Daffy Duck Hunt * Robot Rabbit * Yankee Doodle Daffy * Naughty Neighbors * Bosko's Picture Show * Polar Pals * The Fair-Haired Hare | Unul dintre primele speciale Warner Bros. vopsea și tradițională și digitală. Realizat pe DVD cu Space Jam.                                                                   |
| Bugs Bunny's Wild World of Sports               | Lumea sălbatică a sporturilor a lui Bugs Bunny          | 1989 | Clips from: * The Leghorn Blows at Midnight * Sport Chumpions * To Duck or Not to Duck * Bunny Hugged * High Diving Hare * My Bunny Lies Over the Sea * Frigid Hare * Lovelorn Leghorn * Bad Ol' Putty Tat * Little Boy Boo * ...și altele | Inclus în DVD-ul The Essential Bugs Bunny, realizat pe 12 octombrie 2010 în Statele Unite.                                                                                    |
| Bugs Bunny's Overtures to Disaster              |                                                         | 1991 | * What's Opera, Doc? * Rabbit of Seville * Baton Bunny * Daffy & Porky in the William Tell Overture * Back Alley Oproar*** | ***În timpul realizării Warner Bros nu a recâștigat încă drepturile la desenele dinaintea lui 1948, deci Ford și oamenii lui a reanimat scurtmetrajul pentru incluziunea lui. |
| Bugs Bunny's Creature Features                  |                                                         | 1992 | * Invasion of the Bunny Snatchers * The Duxorcist * 'Night of the Living Duck | |
| Bugs Bunny's Lunar Tunes                        |                                                         | 1992 | * Duck Dodgers in the 24½th Century * The Hasty Hare * Hare-Way to the Stars * His Hare-Raising Tale * Rocket-bye Baby * Martian Through Georgia * No Parking Hare * Boyhood Daze * Lighter Than Hare * There Auto Be a Law * Lumber Jerks * A Kiddy's Kitty * The Hole Idea | Realizat drept spre VHS |

## Redenumiri VHS
Multe episoade speciale au fost redenumite pentru VHS.
| TV title                                                       | VHS title                                                                |
| -------------------------------------------------------------- | ------------------------------------------------------------------------ |
| Carnival of the Animals                                        | Bugs and Daffy's Carnival of the Animals                                 |
| Bugs Bunny's Easter Special                                    | Bugs Bunny's Easter Funnies                                              |
| Connecticut Rabbit in King Arthur's Court, A                   | Bugs Bunny in King Arthur's Court                                        |
| Bugs Bunny's Howl-Oween Special Bugs Bunny's Creature Features | Bugs Bunny's Halloween Hijinks                                           |
| Bugs Bunny's Valentine                                         | Bugs Bunny's Cupid Capers                                                |
| Daffy Duck's Easter Special                                    | Daffy Duck's Easter EGG-citment                                          |
| Daffy Duck's Thanks-for-Giving Special                         | Daffy Duck in Hollywood (redenumit pentru redifuzare la TV)              |
| Bugs Bunny/Looney Tunes 50th Anniversary Special               | Bugs Bunny/Looney Tunes Jubilee, The (redenumit pentru redifuzare la TV) |